# Que ese sea su último campo de batalla
Que ese sea su último campo de batalla es el episodio de la tercera temporada de Star Trek: La serie original. Fue el episodio número 70 en ser transmitido y en ser producido, fue transmitido por primera vez el 10 de enero de 1969, y repetido el 12 de agosto de 1969. Fue escrito por Oliver Crawford, basado en un relato de Gene L. Coon (escrito bajo el seudónimo de Lee Cronin) y dirigido por Jud Taylor. El guion se desarrolló a partir de un bosquejo de Barry Trivers para un posible episodio de la primera temporada llamado A Portrait in Black and White (en castellano: Un retrato en blanco y negro). El guion fue aceptado para la tercera temporada después de recortes en el presupuesto de la serie. Los actores invitados del episodio fueron Lou Antonio y Frank Gorshin, este último más conocido por su papel de  El Acertijo en la  serie de televisión de acción en vivo Batman. Gorshin recibió una nominación al Emmy por su representación de Bele.
Resumen: La nave espacial Enterprise recoge a dos sobrevivientes de un planeta destrozado por la guerra, que aún intentan destruirse el uno al otro a bordo de la nave.
En la versión Bluray el título de este episodio en el audio en español es dado como Que Esta Sea su Última Batalla.

## Trama
En la fecha estelar 5730.2, la USS Enterprise se encuentra en una misión para ayudar a descontaminar la atmósfera del planeta Ariannus cuando los sensores ubican un transbordador reportado como robado en la Base Estelar 4. La nave es deshabilitada y llevada a bordo junto con su extraño piloto alienígena que se encuentra herido y que es llevado a la enfermería. Más tarde este despierta y se identifica como Lokai, un refugiado político del planeta Cheron y solicita asilo. La característica física más notoria de Lokai es que la pigmentación de su piel es mitad negra y mitad blanca, las dos mitades perfectamente separadas en el centro de su cuerpo. Spock explica que esta única fisiología es posiblemente única en su tipo.
Poco después, los sensores detectan otra pequeña nave en rápida persecución del Enterprise. Curiosamente la nave permanece invisible en el espectro visible y se detecta que está en curso de colisión con el Enterprise. Poco después, Spock informa que la nave invisible se ha desintegrado contra los escudos y que ha depositado una presencia alienígena a bordo del Enterprise. El capitán Kirk gira justo a tiempo para ver cómo el piloto de esa nave se materializa en el puente. Este ser se identifica a sí mismo como Bele.
Como Lokai, Bele es mitad negro y mitad blanco, con ambos colores separados perfectamente por una línea en el centro exacto de su cara. Sin embargo, los lados de los colores blanco y negro de Bele están en posición inversa a los de Lokai, una diferencia que no parece importante a la tripulación del Enterprise pero que es de gran importancia para Bele y Lokai, y aparentemente para su civilización. La diferencia es destacada por Bele a un perplejo Kirk quien le pregunta cuál es la diferencia entre ellos, a lo que este responde ¿No es obvio? Lokai es blanco en el lado derecho. Toda su gente son blancos en el lado derecho.
Bele explica que es un comisionado de la policía de Cheron y que está en una misión para capturar a los traidores políticos. Su actual misión es capturar a Lokai, a quien ha estado persiguiendo 50000 años terrestres de acuerdo a Bele. Instruye a Kirk para lo lleve hasta donde está su prisionero. Bele es llevado donde se encuentra Lokai, pero éste reacciona temerosamente ante la presencia de Bele y exige vehementemente que se lo lleven. Los dos alienígenas comienzan a discutir sobre esclavitud y segregación racial y casi llegan a pelear físicamente entre ellos.
Kirk decide ignorar los acalorados argumentos y regresar al puente. Bele lo sigue poco después y exige que Kirk cambie el curso y se dirija hacia Cheron. Kirk se niega, y le informa a Bele que no le importa su misión, y que él tiene asuntos más urgentes de los que preocuparse. Kirk permite que Bele y Lokai permanezcan a bordo y les informa que los dejará en la Base Estelar 4 una vez que su actual misión esté completa y que ellos se preocupen de resolver el tema.
Poco después Lokai entra en el puente. Exige a Kirk que mate a Bele y le dé asilo. Kirk rehúsa y llama a seguridad para que saque a los dos del puente. Sin embargo, los dos alienígenas generan un poderoso campo de fuerza personal que resiste tanto los disparos de los fásers como los intentos con fuerza física de dominarlos.
Cansado de las órdenes de Kirk, Bele invoca un extraño poder y toma el control de la nave y la dirige hacia Cheron. Sin ninguna forma de tomar nuevamente el control de la nave, Kirk amenaza con destruir al Enterprise.
Bele cree que Kirk está simulando hasta que Kirk activa la secuencia de autodestrucción de la nave con un código de aprobación verbal de su primer oficial Spock y del jefe de ingeniería Scott. Bele vigila nerviosamente cómo la secuencia regresiva a cero progresa, hasta que finalmente devuelve el control de la nave a Kirk en los últimos instantes. Kirk cancela la autodestrucción y vuelve a poner a la nave en curso hacia Ariannus.
Kirk informa a Lokai y a Bele que serán tratados como invitados, bajo la condición de que no interfieran más con la operación de la nave.
Posteriormente Lokai es mostrado en la sala de recreación intentando influir en varios tripulantes fuera de servicio para que acepten la justicia de su causa, incluyendo a unos escépticos Sulu y Chekov. En el corredor fuera de la sala de recreación, un curioso Spock escucha la oratoria de Lokai a través de una puerta parcialmente abierta, pero decide no intervenir.
Mientras tanto, Bele se reúne con Kirk y Spock, donde éste revela rápidamente que piensa que su coloración de blanco y negro es superior a la de Lokai, incluso aunque Kirk no ve ninguna diferencia entre los dos y rehúsa estar de acuerdo con las convicciones de superioridad racial de Bele.
Una vez que la misión en Ariannus es completada Bele nuevamente toma el control del Enterprise, pero esta vez desactiva el sistema de autodestrucción y dirige la nave hacia Cheron. Una vez allí los dos alienígenas encuentran que la población del planeta ha sido completamente destruida por una guerra global alimentada por un odio racial insano. Tanto Lokai como Bele observan silenciosamente la destrucción del planeta en la pantalla del puente y se dan cuenta de que ellos son los únicos sobrevivientes de su raza (o como ellos lo ven sus razas).
En vez de darse tregua, los dos comienzan a culparse mutuamente por la destrucción del planeta y comienzan a pelear físicamente entre ellos. En medio de la pelea, sus poderes se desatan, y son rodeados por un aura de energía que amenaza con destruir a la nave. Sin otra elección, Kirk tristemente permite que los dos alienígenas se teletransporten a la superficie del destruido planeta para decidir sus propios destinos, consumidos por su odio mutuo.

## Producción
El guion para la historia fue desarrollado a partir de un bosquejo escrito por Gene Coon bajo el seudónimo de Lee Cronin. Aunque este guion le gustó a Gene Roddenberry, inicialmente fue rechazado por el ejecutivo de la NBC Stanley Robertson. El aspecto de los alienígenas Bele y Lokai fue decidido sólo la semana anterior a la filmación, esto de acuerdo a un comentario informal del director Jud Taylor. Este maquillaje mitad blanco y mitad negro llevó a criticar fuertemente este episodio.

## Remasterización por el aniversario de los 40 años
Este episodio fue remasterizado en el año 2006 y transmitido el 12 de enero de 2008 en Estados Unidos como parte de la remasterización por el aniversario de los 40 años de la serie original. Fue precedido una semana antes por la versión remasterizada de ¿Quién llora por Adonis? y seguido una semana más tarde por la versión remasterizada de El propio enemigo. Además del audio y video remasterizado, y todas las animaciones de la USS Enterprise realizadas por CGI que es el estándar de todas las revisiones, los cambios específicos para este episodio son:
- La captura de la nave de la Base Estelar 4 por parte del Enterprise fue recreada mediante efectos por computadora. Ahora la nave tiene escritos Base Estelar 4 y el nombre Da Vinci sobre su casco.
- El planeta Ariannus fue recreado con nuevos efectos de computador. La descontaminación de la atmósfera fue recreada. Se agregó un aparato en la parte inferior del casco del Enterprise con el cual se realiza el proceso de descontaminación.
- Se recreó el planeta Cheron con efectos de computador. Ahora el planeta aparece como un mundo con signos de destrucción provocados por un cataclismo.

## Recepción
Zack Handlen del The A.V. Club calificó al episodio con una nota 'C+', destacando positivamente el maquillaje de los alienígenas y algunos buenos momentos pero diciendo que éstos fueron contrarrestados por un mensaje avasallador.
En su compendio de revisiones de Star Trek, Trek Navigator, tanto Mark A. Altman como Edward Gross calificaron el episodio como mediocre, describiendo su mensaje como pesado y obvio. Encontraron algunos momentos redentores, como la persecución clímax sobre la superficie del arruinado planeta y la interpretación de Gorshin de su personaje Bele.